# Quello che comunemente noi chiamiamo amore
Quello che comunemente noi chiamiamo amore è una canzone del cantante Max Pezzali, estratta come terzo singolo dall'album Terraferma. Il brano è stato reso disponibile per l'airplay radiofonico a partire dal 1º luglio 2011. Il brano è contenuto anche nella raccolta Le canzoni alla radio.

## Il brano
Parlando del brano, Pezzali l'ha descritto così: 

## Video musicale
Il video, diretto da Fabio Beron, è stato realizzato con scene riprese durante i concerti che vanno ad inquadrare sia Max che i fan. I video di Terraferma, Tu come il sole (risorgi ogni giorno) ed Ogni estate c'è sono stati realizzati allo stesso modo.

## Formazione
- Max Pezzali - voce
- Roberto Vernetti - chitarra, basso, batteria, percussioni, tastiera, programmazione, cori
- Christofer Ghidoni - chitarra, cori
- Phil Palmer - chitarra
- Antonio Petruzzelli - basso
- Roberto Gualdi - batteria
- Enrico Caruso - pianoforte
- Michele Papadia - pianoforte
- Cristian Milani - programmazione
- Naego Crew - cori
- Vanessa Chiappa - cori

## Classifiche
| Classifica (2011)         | Posizione massima |
| ------------------------- | ----------------- |
| Italia (airplay)          | 46                |
| Italia (airplay italiane) | 15                |